# Ruppert Maria Wittelsbach
Ruppert Maria Luitpold Ferdinand Kronprinz von Bayern, Herzog von Bayern (ur. 18 maja 1869 w Monachium, zm. 2 sierpnia 1955 w Starnbergu) – ostatni następca tronu Bawarii jako książę koronny Bawarii.

## Życiorys
Urodził się w Monachium, jako najstarszy syn Ludwika III, ostatniego króla Bawarii oraz jego żony – arcyksiężnej Marii Teresy Habsburg-Este (bratanicy Franciszka V, księcia Modeny). Miał dwanaścioro rodzeństwa, m.in. Marię – księżną Kalabrii, Matyldę – księżną Sachsen-Coburg-Gotha, i Wiltrudę – księżniczkę Urach. Ruppert uczęszczał do publicznego gimnazjum Maksymiliana w Monachium. Odbył liczne podróże do Włoch, dzięki którym stał się znawcą malarstwa renesansowego i założył prywatną kolekcję sztuki. W latach 1902–1903 przebywał w Azji Wschodniej, gdzie poświęcił się studiom lokalnych struktur wojskowych oraz wschodnioazjatyckiej kulturze. W 1911 roku został członkiem Bawarskiej Akademii Nauk.
Po wybuchu I wojny światowej, Ruppert dowodził 6. Armią Niemiecką w Lotaryngii. W sierpniu 1914 Ruppert dowodził już całą armią niemiecką, która miała za zadanie powstrzymywać francuski atak w bitwie o Lotaryngię, a miesiąc później poprowadził niemiecką kontrofensywę. Nie udało mu się jednak złamać francuskich linii i pozostał na zachodnim froncie, właściwie w tym samym miejscu aż do końca wojny. Ruppert otrzymał stanowisko feldmarszałka (Generalfeldmarschall) w 1916 i niektórzy uważali go za najlepszego królewskiego dowódcę w Cesarskiej Armii Niemieckiej podczas I wojny światowej.
Ruppert stracił szansę na tron Bawarii po tym, jak została ona republiką na skutek rewolucji i wojny domowej. Rojaliści jednak nazywali go królem. Był również jakobickim pretendentem do tronu Anglii i Szkocji (od momentu śmierci swojej matki w 1919) jako Robert I (IV). Pozostał w opozycji do narodowych socjalistów.
W 1939 r. wyjechał do Włoch i przebywał tam do końca wojny. Po 2 miesiącach dołączyła do niego rodzina. W 1944 Gestapo aresztowało jego żonę (księżną Antoninę Luksemburską) i dzieci, natomiast Ruppertowi udało się uniknąć uwięzienia. Rodzina przebywała w trudnych warunkach w kilku obozach koncentracyjnych. Zostali uwolnionieni przez wojska amerykańskie, jednak Antonina podczas pobytu w obozach ciężko podupadła na zdrowiu i zmarła po kilku latach. Ruppert powrócił po wojnie do Bawarii.

## Odznaczenia
- Order Świętego Huberta (Bawaria)[3]
- Wielki Przeor Orderu Świętego Jerzego (Bawaria)[3]
- Order Złotego Runa (Austria)[3]
- Order Orła Czarnego (Prusy)[3]
- Order Korony Rucianej (Saksonia)[3]
- Order Królewski Serafinów (Szwecja)[3]
- Krzyż Wielki Orderu Świętego Stefana (1893, Austro-Węgry)[4]

## Małżeństwa i potomstwo
Po raz pierwszy Ruppert ożenił się 10 lipca 1900 w Monachium, z księżniczką Marią Gabrielą Bawarską (1878–1912), córką Karola Teodora Wittelsbacha, księcia Bawarii, i jego drugiej żony Marii Józefy, infantki Portugalii. Z Marią Gabrielą Bawarską miał:
- Luidpolda Maksymiliana Ludwika (1901-1914)
- Irmingard Marię Teresę Józefę (1902-1903)
- córkę (1903)
- Alberta Luidpolda Ferdynanda (1905-1996) ∞ Maria Draskovich von Trakostjan (1904-1969); ∞ Marie Jenke Eugenie Keglevich von Buzin (1921-1983)
- Rudolfa Fryderyka Rupperta (1909-1912)

Po raz drugi ożenił się 7 kwietnia 1921 w Lenggries, z księżniczką Antoniną Luksemburską (1889–1954), młodszą siostrą wielkiej księżnej Marii Adelajdy i wielkiej księżnej Szarlotty. Z Antoniną Luksemburską miał:
- Henryka Franciszka Wilhelma (1922-1958) ∞ Anna Maria de Lustrac (1927-1999)
- Irmingard Marię Józefę (1923-2010) ∞ Ludwik Wittelsbach (1913-2008)
- Edytę Marię Gabrielę (1924-2013) ∞ Tito Tommaso Maria Brunetti (1905-1954); ∞ prof. Gustav Christian Schimert (1910-1990)
- Hildę Hildegardę Marię (1926-2002) ∞ Juan Bradstock Edgar Lockett de Loayza (1912-1987)
- Gabrielę Adelgundę Marię (1927-2019) ∞ Karol, książę Croÿ, lord Dülmen (ur. 1914)
- Zofię Marię Teresę (ur. 1935) ∞ Jean-Engelbert, książę Arenberg (ur. 1921)

## Genealogia
| Prapradziadkowie                | król Bawarii Maksymilian I Józef Wittelsbach (1756-1825) ∞1785 Augusta Wilhelmina Hessen-Darmstadt (1765-1796) | Fryderyk Wettyn (1763-1834) ∞1785 Charlotta Mecklenburg-Strelitz (1769-1818)                 | Ferdynand III Habsburg-Lotaryński (1769-1824) ∞1790 Luiza Maria Burbon-Sycylijska (1773-1802) | Maksymilian Wettyn (1759-1838) ∞1792 Karolina Burbon-Parmeńska (1770-1804)                   | Ferdynand Habsburg (1754-1806) ∞1771 Marią Beatrycze d'Este (1750-1829)                             | król Sardynii Wiktor Emanuel I Sabaudzki (1759-1824) ∞1789 Marię Teresę Habsburg-Este (1773-1832)   | cesarz rzymski Leopold II Habsburg (1747-1792) ∞1765 Maria Ludwika Burbon (1745-1792)               | Ludwik Wirtemberski (1756-1817) ∞1797 Henrietta z Nassau-Weilburga (1780-1857)                      |
| Pradziadkowie                   | król Bawarii Ludwik I Wittelsbach (1786-1868) ∞1810 Teresa Wettyn (1792-1854)                                  | król Bawarii Ludwik I Wittelsbach (1786-1868) ∞1810 Teresa Wettyn (1792-1854)                | Leopold II Habsburg-Lotaryński (1797-1870) ∞1817 Maria Anna Wettyn (1799-1832)                | Leopold II Habsburg-Lotaryński (1797-1870) ∞1817 Maria Anna Wettyn (1799-1832)               | Franciszek IV Habsburg-Este (1779-1846) ∞1812 Maria Beatrice Sabaudzka (1792-1840)                  | Franciszek IV Habsburg-Este (1779-1846) ∞1812 Maria Beatrice Sabaudzka (1792-1840)                  | Józef Habsburg (1776-1847) ∞1819 Maria Dorota Wirtemberska (1797-1855)                              | Józef Habsburg (1776-1847) ∞1819 Maria Dorota Wirtemberska (1797-1855)                              |
| Dziadkowie                      | Luitpold Wittelsbach (1821-1912) ∞1844 Augusta Ferdynanda Habsburg-Lotaryńska (1825-1864)                      | Luitpold Wittelsbach (1821-1912) ∞1844 Augusta Ferdynanda Habsburg-Lotaryńska (1825-1864)    | Luitpold Wittelsbach (1821-1912) ∞1844 Augusta Ferdynanda Habsburg-Lotaryńska (1825-1864)     | Luitpold Wittelsbach (1821-1912) ∞1844 Augusta Ferdynanda Habsburg-Lotaryńska (1825-1864)    | Ferdynand Karol Habsburg-Este (1821-1849) ∞1847 Elżbieta Franciszka Habsburg-Lotaryńska (1831-1903) | Ferdynand Karol Habsburg-Este (1821-1849) ∞1847 Elżbieta Franciszka Habsburg-Lotaryńska (1831-1903) | Ferdynand Karol Habsburg-Este (1821-1849) ∞1847 Elżbieta Franciszka Habsburg-Lotaryńska (1831-1903) | Ferdynand Karol Habsburg-Este (1821-1849) ∞1847 Elżbieta Franciszka Habsburg-Lotaryńska (1831-1903) |
| Rodzice                         | król Bawarii Ludwik III Wittelsbach (1845-1921) ∞1868 Maria Teresa Habsburg-Este (1849-1919)                   | król Bawarii Ludwik III Wittelsbach (1845-1921) ∞1868 Maria Teresa Habsburg-Este (1849-1919) | król Bawarii Ludwik III Wittelsbach (1845-1921) ∞1868 Maria Teresa Habsburg-Este (1849-1919)  | król Bawarii Ludwik III Wittelsbach (1845-1921) ∞1868 Maria Teresa Habsburg-Este (1849-1919) | król Bawarii Ludwik III Wittelsbach (1845-1921) ∞1868 Maria Teresa Habsburg-Este (1849-1919)        | król Bawarii Ludwik III Wittelsbach (1845-1921) ∞1868 Maria Teresa Habsburg-Este (1849-1919)        | król Bawarii Ludwik III Wittelsbach (1845-1921) ∞1868 Maria Teresa Habsburg-Este (1849-1919)        | król Bawarii Ludwik III Wittelsbach (1845-1921) ∞1868 Maria Teresa Habsburg-Este (1849-1919)        |
| Ruppert Wittelsbach (1869-1955) | |                                                                                              |                                                                                               |                                                                                              | | | | |